# Stichomyces conosomatis
Stichomyces conosomatis är en svampart som beskrevs av Thaxt. 1901. Stichomyces conosomatis ingår i släktet Stichomyces och familjen Laboulbeniaceae.  Arten är reproducerande i Sverige. Inga underarter finns listade i Catalogue of Life.